# Steve Martino
Stephen Michael Martino, conhecido por Steve Martino (Dayton, 21 de julho de 1959), é um designer e diretor de cinema norte-americano. Ele é mais conhecido por dirigir os filmes Horton e o Mundo dos Quem (2008), A Era do Gelo 4 (2012) e Snoopy e Charlie Brown: Peanuts, O Filme (2015).

## Início da vida
Martino foi para a Universidade Estadual de Ohio, onde estudou design. Após a formatura, ele ouviu o pioneiro da animação digital, Chuck Csuri, falar: "Fiquei absolutamente deslumbrado. Ninguém estava fazendo o que ele estava nos mostrando. Eu não tinha visto imagens assim em nenhum lugar antes", disse Martino. Ele voltou para a universidade e obteve em 1989 um mestrado, estudando no Computer Graphics Research Group (mais tarde renomeado para Advanced Computing Center for the Arts and Design), fundado por Csuri.

## Carreira
Após a formatura, Steve foi para Los Angeles, onde trabalhou em animação e efeitos visuais. Em 2001, ele foi contratado pela Blue Sky Studios, com sede em Connecticut. Lá ele codirigiu Horton e o Mundo dos Quem (2008) e A Era do Gelo 4 (2012). Dirigiu Snoopy e Charlie Brown: Peanuts, O Filme (2015), uma adaptação cinematográfica da história em quadrinhos de Charles M. Schulz, Peanuts.
Em fevereiro de 2018, foi relatado que Martino e Karen Disher dirigiriam um futuro filme de animação musical de fantasia, sob o título de trabalho Foster, para a Blue Sky Studios. O filme estava originalmente agendado para ser lançado em 5 de março de 2021 nos Estados Unidos, mas foi transferido para uma data desconhecida.  O estúdio acabou sendo fechado em 2021.

## Filmografia

### Diretor

#### Filmes
- Horton e o Mundo dos Quem (2008)
- A Era do Gelo 4 (2012)
- Snoopy e Charlie Brown: Peanuts, O Filme (2015)

#### Curtas-metragens
- Scrat's Continental Crack-up (2010)
- Scrat's Continental Crack-up - Part 2 (2011)

### Diretor de arte

#### Filmes
- Robôs (2005)

#### Curtas-metragens
- Gone Nutty (2002)

### Televisão
- World of Discovery (1990) (designer principal do título)

### Outros papéis
- Spies in Disguise (2019) (Equipe Criativa Sênior)